# Listă de personalități născute în București
Aceasta este o listă cronologică a personalităților născute în București:

## A
- Ernest Abason (1897 - 1943), matematician, inginer;
- Alphonse Abaza (1909 - 1984), medic francez evreu;
- Constantin Abăluță (n. 1938), arhitect, scriitor;
- Aurel Acasandrei (1939 - 2006), pictor, grafician;
- Ion Acsan (1932 - 2013), poet, traducător;
- Marieta Adam Chiper (n. 1945), istoric;
- Gheorghe Adamescu (1869 - 1942), istoric literar, membru al Academiei Române;
- Angelica Adelstein-Rozeanu (1921 - 2006), tenismenă;
- Radu Aftenie (n. 1936), sculptor;
- Viorica Agarici (1886 - 1979), activistă, posesoare titlu Drept între popoare;
- Anca Agemolu (n. 1944), cântăreață;
- Ștefan Agopian (n. 1947), scriitor;
- Adolf Albin (1847 - 1920), renumit jucător de șah;
- Lucian-Liviu Albu (n. 1951), economist;
- Mircea Albulescu (1934 - 2016), actor, membru al Uniunii Scriitorilor;
- Leon B. Alcalay (1847 - 1920), editor și librar evreu;
- Dan Andrei Aldea (1950 - 2020), muzician;
- Zoia Alecu (n. 1956), cântăreață, compozitoare;
- Alfred Alessandrescu (1893 - 1959), compozitor, dirijor, pianist;
- Felix Alexa (n. 1967), regizor de teatru;
- Andrei Alexandrescu (n. 1969), programator;
- Gheorghe Alexandrescu (1912 - 2005), scriitor, politician;
- Miki Alexandrescu (1951 - 2020), jurnalist, comentator sportiv;
- Radu Mircea Alexandrescu (n. 1942, om politic comunist;
- Sică Alexandrescu (1896 - 1973), regizor;
- Sorin Alexandrescu (n. 1937), critic, istoric și teoretician literar;
- Vlad Alexandrescu (n. 1965), om politic;
- Marina Almășan (n. 1966), jurnalistă, prezentatoare TV;
- Tiberiu Almosnino (n. 1962), balerin, maestru de balet ONB;
- George  Almosnino (1936 - 1994), poet, membru USR;
- Doru Ana (1954 - 2022), actor;
- Sergiu Andon (n. 1939), politician, jurnalist;
- Aurelian Andreescu (1942 - 1986), cântăreț de muzică ușoară;
- Ioan Andreescu (1850 - 1882), pictor;
- Mihail Andricu (1894 - 1974), compozitor, membru corespondent al Academiei Române;
- Mircea Anghelescu (n. 1941), istoric literar, scriitor;
- Teohari Antonescu (1866 - 1910), arheolog, istoric, profesor universitar;
- Tudor Arghezi (1880 - 1967), poet;
- Constantin C. Arion (1855 - 1923), politician, ministru;
- Eracle Arion (1838 - 1903), general;
- Costache Aristia[1] (1800 - 1880), actor, om politic;
- Alina Astafei (n. 1969), atletă;
- George Astaloș (1933 - 2014), scriitor;
- Bogdan Aurescu (n. 1973), diplomat.
- Marius Avram (n. 1979), arbitru.

## B
- Mircea Babeș (1941 - 2023), arheolog, istoric;
- Nicolae Bacalbașa (n. 1944), medic, scriitor și om politic;
- Dan Badea (n. 1976), actor;
- Mircea Badea (n. 1974), om de televiziune;
- Vazken Balgian (1908 - 1994), filozof, episcop al Eparhiei Armene Apostolice din București, catolicos de Ecimiadzin și patriarh suprem al tuturor armenilor;
- Ozana Barabancea (n. 1969), profesoară de canto, cântăreață;
- Tudor Barbu (n. 1959), jurnalist;
- Alexandru Barnea (1944 - 2020), istoric, arheolog;
- Nicolae Bădescu (1912 - 1991), demnitar comunist;
- Nicolae Bălcescu (1819 - 1852), istoric, scriitor;
- Maria Bănică (n. 1955), balerină;
- Ștefan Bănică (junior) (n. 1967), cântăreț de muzică ușoară, rock și actor de teatru;
- Beatrice Bednarik (1922 – 2016), pictoriță, muzeograf;
- Elena Alexandrina Bednarik (1883 - 1939), pictoriță;
- Alexandra Bellow (n. 1935), matematiciană din SUA;
- Noël Bernard (1925 – 1981), jurnalist;
- Alexandru Bibescu (1842 - 1911), scriitor;
- Marițica Bibescu (1815 - 1859), soția domnitorului Gheorghe Bibescu;
- Martha Bibescu (1889 - 1973), romancieră, poetă;
- Mihai Bisericanu (n. 1962), actor;
- Ingrid Bisu (n. 1987), actriță;
- Gabriel Bitan (n. 1998), atlet;
- Dan Bittman (n. 1962), cântăreț, compozitor, muzician, actor și prezentator de televiziune;
- Vasile Boerescu (1830 - 1883), om politic, jurist, ziarist;
- Lucian Boia (n. 1944), istoric;
- Costin Borc (n. 1965), om politic, inginer, economist;
- Andreea Boșneag (n. 1991), actriță;
- Mia Braia, solistă de romanțe, tangouri și cântece populare;
- Claudiu Bleonț (n. 1959), actor;
- Nancy Brandes (n. 1946), dirijor, orchestrator, compozitor și actor comic, emigrat în Israel;
- Horia Bernea (1938 - 2000), pictor;
- Dragoș Bucurenci (n. 1981), prezentator TV, scriitor, activist de mediu;
- Marian Bucurescu (n. 1953), fotbalist, antrenor;
- Ioan Radu Budeanu (n. 1979), jurnalist;
- Lia Bugnar (n. 1969), actriță, scenaristă;
- Doina Bumbea (1950 - 1997), pictoriță.

## C
- Gheorghe Calcișcă (n. 1935), ciclist;
- Costache Caragiale (1815 - 1877), dramaturg;
- Mateiu Caragiale (1885 - 1936), scriitor;
- Ana Caraiani (n. 1984), matematician, stabilită în SUA;
- Nae Caranfil (n. 1960), regizor;
- Barbu Catargiu (1807 - 1862), jurnalist, politician;
- George Călinescu (1899 - 1965), critic, istoric literar;
- Mircea Cărtărescu (n. 1956), scriitor;
- Dorina Cătinean (n. 1954), atletă;
- Emanuel Cățe (n. 1997), baschetbalist;
- Gabriel Cânu (n. 1981), fotbalist;
- Valentin Ceaușescu (n. 1948), fizician, fiul lui Nicolae Ceaușescu;
- Alexandru Ceaușu (n. 1980), caiacist;
- Eva Cerbu (1924 - 2008), pictoriță;
- Allysin Chaynes (n. 1979), actriță porno
- Sorin Chifiriuc (n. 1950), muzician;
- Octavian Chihaia (n. 1981), fotbalist;
- Andrei Chiliman (n. 1947), politician;
- Dorina Chiriac (n. 1973), actriță;
- Andrei Chivulete (n. 1986), arbitru de fotbal;
- Christina Christodoulou-Todea (n. 1940), publicistă și traducătoare;
- Maia Ciobanu, (n. 1952), compozitoare;
- Mihaela Ciobanu (n. 1973), handbalistă;
- Denis Ciobotariu (n. 1998), fotbalist;
- Doina Marilena Ciocănea (n. 1951), arhitect;
- Sergiu Cioiu (n. 1940), actor, artist scenic, cântăreț, compozitor, recitator și șansonetist;
- Cristache Ciolac (1870 - 1927), lăutar;
- Corneliu Ciontu (n. 1941), politician;
- Emilia Elena Ciosu (n. 1971), sportivă la tenis de masă;
- Oscar Walter Cisek (1897 - 1966), scriitor român de etnie germană, diplomat și critic de artă, autor de nuvele, povestiri, poeme și eseuri în limbile română și germană
- Liviu Ciulei (1923 - 2011), educator, regizor, scenograf, actor
- Henri Coandă (1886 - 1972), inovator, inventator, academician, pionier al zborului;
- Alina Cojocaru (n. 1981), balerină;
- Valentin Cojocaru (n. 1995), fotbalist;
- Sorin Coliban (n. 1976), cântăreț de operă;
- Gigel Coman (n. 1978), fotbalist;
- Andrei Cornea (n. 1952), eseist, traducător
- Dan Constantinescu (n. 1931), muzician, compozitor;
- Marian Constantinescu (n. 1981), fotbalist;
- Roxana Constantinescu (n. 1980), cântăreață de operă;
- Ștefan Constantinescu (n. 1968), regizor;
- Elena-Luminița Cosma (n. 1972), șahistă;
- Vladimir Cosma (n. 1940), compozitor, dirijor;
- Maria Costache (n. 1927), fost membru al CC al PCR;
- Ioana Crăciunescu (n. 1950), actriță, scriitoare;
- Mihai Crețu (n. 1957), muzician;
- Cătălina Cristea (n. 1975), jucătoare de tenis;
- Alexandra Croitoru (n. 1975), fotografă;
- Costin Curelea (n. 1984), fotbalist.

## D
- Leni Dacian (n. 1940), balerină, actriță;
- Aurora Dan (n. 1955), scrimeră;
- Ilie Datcu (n. 1937), fotbalist;
- Constantin David (1908 - 1941), activist anticomunist;
- Cristian Dănălache (n. 1982), fotbalist;
- Elvira Deatcu (n. 1972), actriță;
- Garbis Dedeian (1959 - 2020), compozitor;
- Constantin Dinischiotu (1927 - 2008), regizor;
- Constantin Dinu (1945 - 2022), rugbist;
- Cristina Dinu (n. 1993), jucătoare de tenis;
- Alexandru Djuvara (1858 - 1913), publicist, scriitor, om politic;
- Neagu Djuvara (1916 - 2018), diplomat, istoric, scriitor;
- Ion Duca (1879 - 1933), om politic.
- Ioana Dumitriu (n. 1976), matematician american.

## E
- Micaela Eleutheriade (1900 - 1982), pictoriță;
- Mircea Eliade (1907 - 1986), scriitor, jurnalist, filosof, istoric al religiilor;
- Pompiliu Eliade (1869 - 1914), istoric literar;
- Constantin Esarcu (1836 - 1898), naturalist, medic, diplomat, om politic
- David Esrig (n. 1935), regizor.

## F
- Stefan Falcoianu (1835 - 1905), general, matematician, om politic;
- Radu Alexandru Feldman (n. 1943), scriitor, politician;
- Nicolae Filimon (1819 - 1865), prozator;
- Alecu Filipescu-Vulpea (1775 - 1856), boier conservator;
- Eugen Filotti (1896 - 1975), diplomat, scriitor;
- Stephen Fischer-Galați (1924 - 2014), istoric, emigrat în SUA;
- Victor Ioan Frunză (n. 1959), cineast.

## G
- Grigore Gafencu (1892 - 1957), politician;
- Adina Galupa (n. 1986), actriță;
- Irina Gărdescu (n. 1947), actriță;
- Mircea Geoană (n. 1958), politician și diplomat;
- Haralamb Georgescu (1908 - 1977), arhitect;
- Teohari Georgescu (1908 - 1976), lider comunist, cominternist, ministru de interne între anii 1945-1952;
- Elena Gheorghe (n. 1985), cântăreață;
- Șerban Gheorghiu (1896 - 1957), matematician;
- Ion Ghica (1816 - 1897), politician;
- Ilinca Goia (n. 1969), actriță;
- Simina Grigoriu (n. 1981), DJ canadian;
- Elena Gropoșilă (n. 1977), handbalistă;
- Petre Guran (n. 1972), istoric;

## H
- Florian Haită (n. 2001), fotbalist;
- Florin Halagian (n. 1939), jucător și antrenor de fotbal;
- Irina Hasnaș (n. 1954), compozitoare;
- Rona Hartner (n. 1973), actriță;
- Iulia Hasdeu (1869 – 1888), scriitoare;
- Șerban Huidu (n. 1976), realizator de radio și de televiziune;
- Gheorghe Huțanu (1950 - 2012), hocheist.

## I
- Gheorghe Iamandi (1957 - 2024), fotbalist, antrenor;
- Andreea Ibacka (n. 1985), actriță;
- Șerban Ioan (n. 1948), atlet;
- Dora d'Istria (1828 - 1888), scriitoare;
- Petre Ispirescu (1830 - 1887), scriitor;
- Marcel Iancu (1895 - 1984), pictor;
- Iosif Iser (1881 - 1958), pictor;
- Nora Iuga - pe numele adevărat Eleonora Almosnino (n. 1931), poet, romancier, traducătoare, membru USR;
- Ștefan Iacobescu (1937 - 2001), grafician și gravor;
- Mircea Ignat (n. 1953), inginer;
- Doina Ioanid (n. 1968), poetă, traducătoare;
- Carmen Ionesco (n. 1951), atletă;
- Ștefan Ionescu (1935 - 2022), jucător, antrenor de hochei pe gheață;
- Dan Ionescu (1926 - 1996), inginer de sunet;
- Romanița Iovan (n. 1964), creatoare de modă și antreprenoare

## J
- Radu Jude (n. 1977), regizor, scenarist și producător de film.

## K
- Éva Kiss (n. 1953), cântăreață

## L
- Ionuț Lupescu (n. 1968), fotbalist și antrenor de fotbal;
- Traian Lalescu (1882 - 1929), academician, matematician, profesor universitar;
- Fărâmiță Lambru (1927 - 1974), acordeonist virtuoz și cântăreț;
- Doina Levintza (n. 1939), creatoare de modă;
- Dinu Lipatti (1917 - 1950), pianist;
- Iacob Löbel (1824 - 1867), bancher evreu;
- Monica Lovinescu (1923 - 2008), critic literar;
- Gherasim Luca (1913 - 1994), poet;
- Alexandra Maria Lara (Alexandra Maria Plătăreanu) (n. 1978), actriță;
- Roxana Luca (n. 1982), patinatoare artistică;
- Lucia (n. 1994), cântăreață.

## M
- Alexandru Macedonski (1854 - 1920), poet, prozator, dramaturg, publicist, supranumit „poetul rondelurilor”;
- Monica Macovei (n. 1959), juristă, om politic;
- Dumitru Macri (n. 1931), fotbalist;
- Rodica Maniu (1890 - 1958), pictoriță;
- Florin Manolescu (n. 1943), critic, istoric literar și prozator;
- Dan Marin (1948), handbalist;
- Gheorghe Marinescu (1863 - 1938), medic neurolog;
- Radu Mazăre (n. 1968), politician, fost primar al Constanței;
- Teodor Mazilu (1930 - 1980), dramaturg;
- Ioan Mire Melik (1840 - 1889), inginer, matematician, om politic;
- Gabriela Melinescu (n. 1942), eseistă, poetă, scriitoare și traducătoare;
- Simona Mihăescu (n. 1969), actriță;
- Axel Moustache (n. 1981), actor;
- Alexandra van der Mije (1940 - 2013), șahistă;
- Ion Minulescu (1881 - 1944), poet simbolist, prozator, director de teatru;
- Christian Mititelu (n. 1944), jurnalist;
- Jacob Levy Moreno (1889 - 1974), psihiatru, fondator al psihodramei și al sociometriei, pionier al psihoterapiei de grup;
- Maia Morgenstern (n. 1962), actriță, interpretă muzicală, directoare de teatru;
- Florin Mugur (1934 - 1991), scriitor;
- Mircea Muntenescu (1951 - 2022), artist plastic;
- Alexandru Myller (1879 - 1965), matematician, membru de onoare al Academiei Române.

## N
- Alexandru Nemoianu (n. 1948), autor, istoric, eseist, filozof al civilizației, publicist și scriitor;
- Adrian Năstase (n. 1950), om politic;
- Ilie Năstase (n. 1946), renumit jucător și antrenor de tenis;
- Gellu Naum (1915 - 2001), scriitor considerat părinte fondator al suprarealismului literar românesc;
- Constantin Virgil Negoiță (n. 1936), om de știință, prozator;
- Adriana Nelson (n. 1980), atletă;
- Sînziana Nicola (n. 1985), actriță, regizoare.

## O
- Iolanda Oanță (n. 1965), atletă;
- Alexandru Odobescu (1834 - 1895), arheolog, educator, scriitor, jurnalist, om politic;
- Mălina Olinescu (1974 - 2011), solistă de muzică pop;
- Draga Olteanu-Matei (n. 1933), actriță de film, radio, teatru, televiziune și voce;
- Tudor Opriș (1926 - 2015), scriitor.

## P
- Laura Ioana Paar (n. 1988), tenismenă;
- Dimitrie Paciurea (1873 - 1932), sculptor;
- Alexandru Paleologu (1919 - 2005), scriitor, diplomat;
- Theodor Paleologu (n. 1973), eseist, diplomat și om politic;
- Sașa Pană (1902 - 1981), scriitor;
- Alexandru Pascu-Gheorghe (n. 1937), artist plastic;
- Horia-Roman Patapievici (1957), scriitor;
- Gina Patrichi (1936 - 1994), actriță;
- Nicolae Paulescu (1869 - 1931), educator, om de știință, medic, fiziolog, descoperitorul nerecunoscut oficial al insulinei;
- Alina Pavelescu (n. 1972), arhivistă, scriitoare;
- Elena Pădureanu (n. 1931), jucătoare de handbal;
- Răzvan Pădurețu (n. 1981), fotbalist;
- Paul Păun (1915 - 1994), scriitor, doctor evreu;
- Toader Păun (n. 1985), jurnalist;
- Claudiu Pândaru (n. 1981), jurnalist;
- Camil Petrescu (1894 - 1957), scriitor;
- Gică Petrescu (1915 - 2006), cântăreț și compozitor de muzică ușoară și populară;
- Ion Pillat (1891 - 1945), poet;
- Pia Pillat (1916 - 2011), scriitoare;
- Florian Pittiș (1943 - 2007), actor;
- Alice Pîrșu (n. 1979), tenismenă;
- Constantin Poenaru (1842 - 1912), general, om politic;
- Cristian Tudor Popescu (n. 1956), jurnalist;
- Mitică Popescu (1936 - 2023), actor de teatru și film;
- Răsvan Popescu (n. 1962), jurnalist, scenarist de film și scriitor;
- Oana Pellea (n. 1962), actriță;
- Vlad-Dan Perianu (n. 1968), sculptor;
- Andrei Pleșu (n. 1948), filozof, scriitor, ministrul post-decembrist al culturii;
- Mihaela Pogăcean (n. 1958), atletă;
- Cornelia Popa (n. 1950), atletă;
- Valeriu Popescu (1938 – 2005), actor;
- George Postelnicu (n. 1964), balerin;
- Alexandru Proca (1897 – 1955), fizician;
- Adrian Proteasa (n. 1959), atlet;
- Cristi Puiu (n. 1967), regizor de film.

## R
- Ioana Radu (1917 - 1990), cântăreață română de muzică populară și romanțe;
- Andreea Raicu (n. 1977), prezentator TV;
- Vlad Rădescu (n. 1952), actor de film, scenă și voce, regizor de teatru;
- Marcel Răducanu (n. 1954), fotbalist;
- Andrei Rădulescu (1925 - 1992), fotbalist;
- Vera Renczi (1903 - 1960), servitoare, criminală în serie (a ucis prin otrăvire cel puțin 37 de persoane);
- Edward G. Robinson (1893 - 1973), actor;
- Theodor Rogalski (1901 - 1954), compozitor;
- Willy Ronea (1901 - 1967), actor;
- C. A. Rosetti (1816 - 1885), politician;
- Marcel Roșca (n. 1943), trăgător de tir;
- Adrian Rusu (n. 1946), inginer român, membru corespondent al Academiei Române.

## S
- Ion Marin Sadoveanu (1893 - 1964), scriitor;
- Alec Secăreanu (n. 1984), actor;
- Valeria Seciu (1939 - 2022), actriță;
- Florin Segărceanu (n. 1961), tenismen;
- Károly Sinka (1934 - 2007), actor și regizor;
- Alexandru Slătineanu (1873 - 1939), medic bacteriolog, profesor universitar la Universitatea din Iași, rector al Universității Mihăilene din Iași;
- Mihai Stan (n. 1943), scriitor;
- Carmen Stănescu (1925 - 2018), actriță;
- Mihai Stepan-Cazazian (n. 1957), jurnalist armean;
- Ianis Stoica (n. 2002), fotbalist;
- Carol Storck (1854 – 1926), sculptor;
- Cecilia Storck Botez (1914 - 1998), pictoriță, ceramistă.

## Ș
- Cristian Șofron (n. 1958), actor de teatru, televiziune și film;
- Mircea Ștefănescu (1898 - 1982), prozator, traducător, dramaturg și cronicar dramatic
- Barbu Ștefănescu Delavrancea (1858 - 1918), scriitor, avocat, orator, academician

## T
- Manuela Tănăsescu (n. 1941), critic și istoric literar;
- Gheorghe Tecuci (n. 1954), inginer, membru titular al Academiei Român;
- Maria Tănase (1913 - 1963),  interpretă de muzică populară, ușoară, lăutărească, romanțe și teatru de revistă;
- Stelian Tănase (n. 1952), scriitor;
- Sorin Toma (1914 - 2016), jurnalist;
- George Topîrceanu (1886 - 1937), poet;
- Bogdan Tudor (n. 1970), atlet.

## Ț
- Sanda Țăranu (n. 1939) actriță, jurnalistă, traducătoare și fostă crainică de radio și televiziune (1963 - 1998), crainică a postului național Televiziunea Română (fosta Radioteleviziunea Română, redenumită).
- Alexandru Țățulescu (1916-2011), medic.

## U
- Nestor Urechia (1866 - 1931), inginer, scriitor;
- George Udilă (n. 1950), clarinetist de muzică lăutărească.

## V
- Ion Vasilescu (1903 - 1960), compozitor, dirijor, aranjor muzical
- Elena Văcărescu (1864- 1947), scriitoare franceză de origine română
- Ion Vianu (n. 1934), medic, scriitor
- Maria Alexandrescu Vianu (n. 1940), istoric al artei antice și arheolog;
- Miruna Vlada (n. 1986), scriitoare;
- Gelu Voican-Voiculescu (n. 1941), om politic;
- Mircea Vulcănescu (1904 - 1952), filosof
- Nadine Emilie Voindrouh (n. 1977), cântăreață, actriță de teatru și film.

## W
- Richard Wurmbrand (1909 - 2001), pastor lutheran și  predicator

## Z
- Rodica Zafiu (n. 1958), lingvistă;
- Mihai Zaharia (1943 - 2018), atlet;
- Luminița Zaițuc (n. 1968), atletă;
- Vasile Dem Zamfirescu (n. 1941), profesor universitar, eseiat, traducător;
- Mircea Zara (n, 1965), prezentator de televiziune;
- Cătălin Zmărăndescu (n. 1973), luptător de arte marțiale.

## Personalități al căror nume este legat de București
- Kwame Nkrumah (1909 - 1972), primul președinte al Ghanei, a venit la București în 1971 pentru a se trata. A trăit ultimele sale zile la Hotelul Flamingo, unde a și decedat.[2]
- Kricor Anușoglu, armean, proprietarul primei mori cu abur din Capitală;[3]
- Atam Atamian (1910 - 1984), inginer armean (născut la Silistra, Bulgaria) pionier al telecomunicațiilor din România.